# Musée national d'Anthropologie (Madrid)
Pour les articles homonymes, voir Musée national d'anthropologie.
Le musée national d'Anthropologie (en espagnol : Museo Nacional de Antropología) est un musée d'anthropologie situé à Madrid, en Espagne. Inauguré officiellement le 29 avril 1875 sous le règne d'Alphonse XII, il est considéré comme le plus ancien du genre en Espagne.
Le musée offre une vision globale des diverses cultures existantes sur Terre, avec des collections couvrant les cinq continents. C'est l'un des musées nationaux d'Espagne et il est à ce titre rattaché au ministère de la Culture espagnol.

## Situation
Le musée est situé près du parc du Retiro (Parque del Buen Retiro), en face de la gare et de la station de métro Atocha.

## Histoire
Le musée a son origine dans l'initiative du médecin ségovien (de Valseca de Boones) Pedro González de Velasco (es) (1815-1882), qui voulait créer un musée où il pourrait abriter de manière permanente ses diverses collections. Son projet de musée d'anatomie est conçu sur le modèle du British Museum de Londres. L'accent passe ensuite de l'anthropologie physique à l'anthropologie culturelle.
Le musée est inauguré le 29 avril 1875 par le roi Alfonso XII, sous le nom officiel de « Musée Anatomique » (ainsi qu'indique en latin la pierre commémorative, conservée dans le vestibule), bien qu'il soit populairement connu comme « musée anthropologique », d'après le texte qui figurait sur la porte d'entrée.

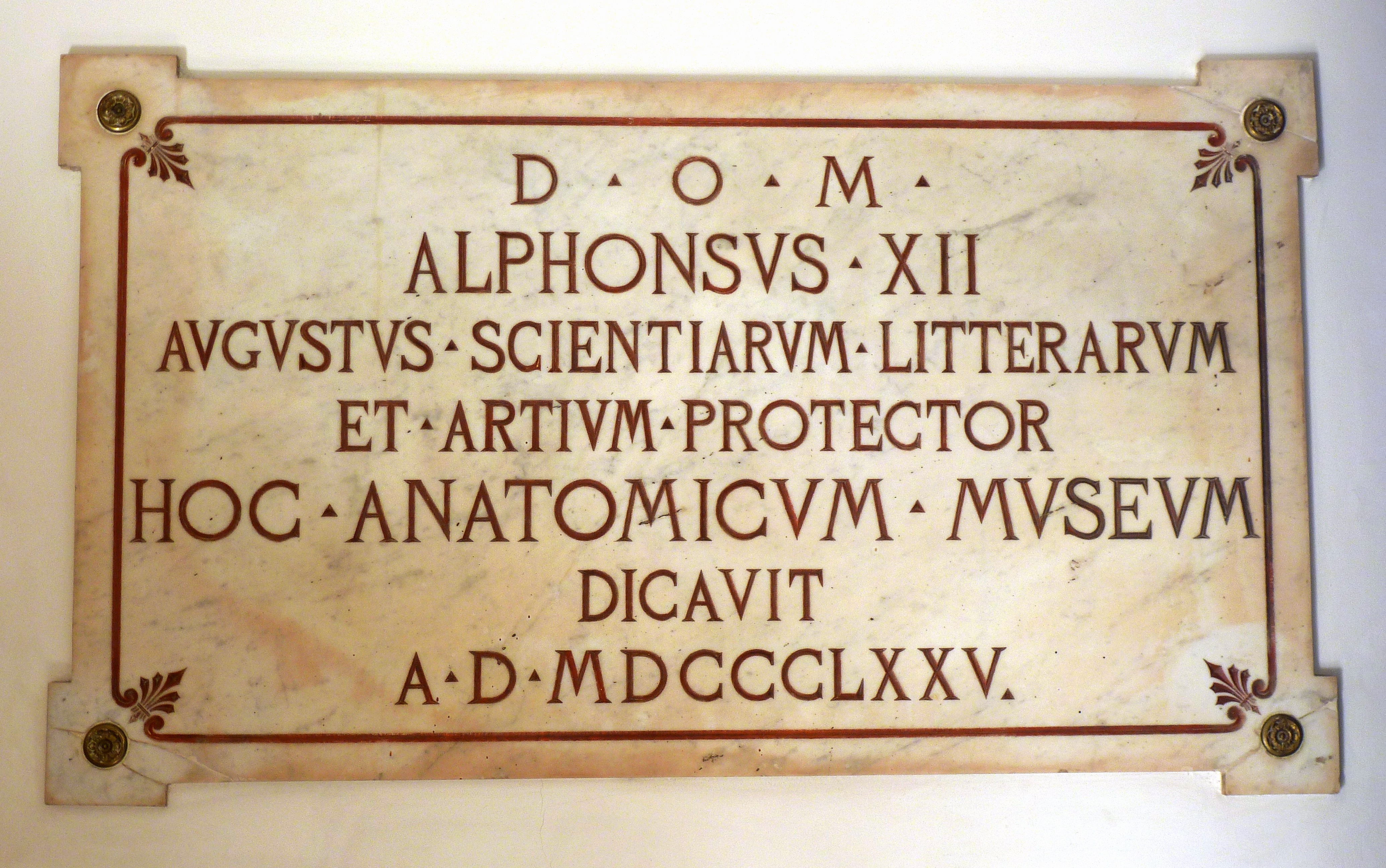
Pierre commémorative de l'inauguration officielle en 1875.

Après la mort de Pedro González de Velasco, l'État achète à sa veuve en 1887 le bâtiment et ses collections (même si des contacts avaient déjà été initiés du vivant du médecin), auxquelles se sont ajoutées bien d'autres, fruits d'expéditions, de voyages, de donations, d'achats, etc.
Le musée reçoit la qualification de bien d'intérêt culturel (catégorie monuments) en vertu de l'Arrêté 474/1962, du 1er mars 1962 (JO du 9 mars 1962),.

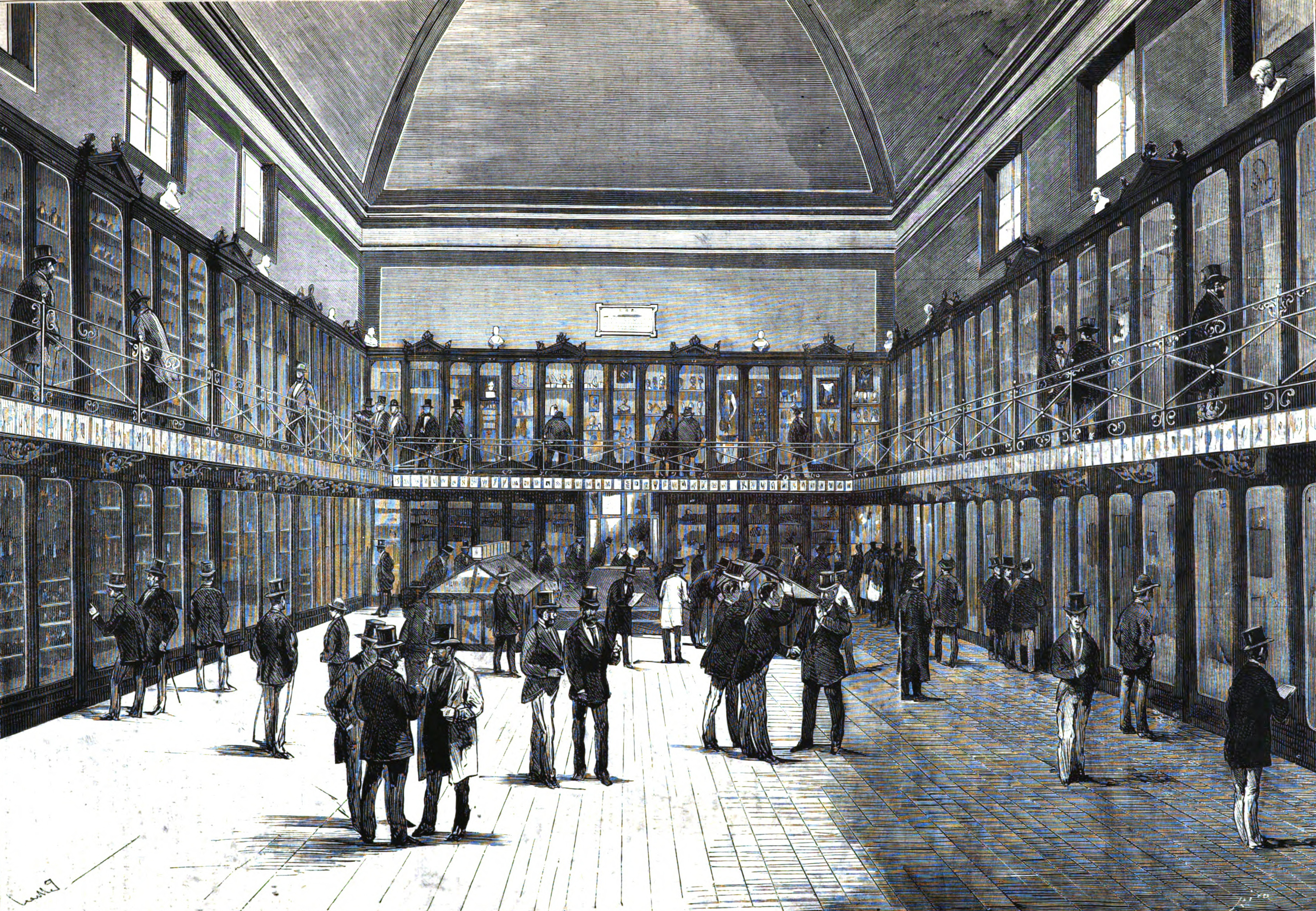
Visiteurs du musée peu après son inauguration, célébrée le 29 avril 1875 (La Ilustración Española y Americana).